# Líliya Juzina
Líliya Juzina –en ruso, Лилия Хузина– es una deportista rusa que compite en taekwondo. Ganó una medalla de oro en el Campeonato Mundial de Taekwondo de 2023, en la categoría de –62 kg.

## Palmarés internacional
| Campeonato Mundial | Campeonato Mundial | Campeonato Mundial | Campeonato Mundial |
| Año                | Lugar              | Medalla            | Categoría          |
| ------------------ | ------------------ | ------------------ | ------------------ |
| 2023               | Bakú (Azerbaiyán)  | Medalla de oro     | –62 kg             |